# Phaonia amamiensis
Phaonia amamiensis este o specie de muște din genul Phaonia, familia Muscidae, descrisă de Shingonaga și Tadao Kano în anul 1971. Conform Catalogue of Life specia Phaonia amamiensis nu are subspecii cunoscute.